# Detroit Rock City
Detroit Rock City je píseň americké rockové skupiny Kiss která vyšla na albu Destroyer. Píseň vypráví o skalním fanouškovi skupiny KISS, který se zabije při autonehodě cestou na koncert. Song je velice oblíbený fanoušky i mnoha kritiky, ale v době vydání se moc dobře neprodával a v rozhlase se také neuchytil. Nakonec se začala hrát B-strana s baladou Beth, kterou napsal a nazpíval bubeník Peter Criss a z které se stal obrovský hit.

## Sestava
- Paul Stanley – zpěv, rytmická kytara
- Gene Simmons – zpěv, basová kytara
- Ace Frehley – zpěv, sólová kytara
- Peter Criss – zpěv, bicí, perkuse